# 프리드리히 빌헬름 고터

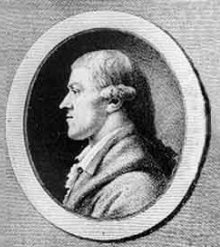

프리드리히 빌헬름 고터(Friedrich Wilhelm Gotter 1746년 9월 3일 – 1797년 3월 18일)는 독일 시인이자 극작가이다.

## 같이 보기
- 베르나르드 플리스